# 東西高速公路 (羅馬尼亞)
東西高速公路（羅馬尼亞語：Autostrada Est–Vest）是羅馬尼亞一條規劃中的高速公路，貫穿東喀爾巴阡山脈，連接東北部重鎮雅西和特爾古穆列什，完成後全長307公里。